# Эрлангер, Максим Максимович
Максим Максимович (Максимилиа́н) Эрла́нгер (1811 или 1812, Франкфурт-на-Майне — 12 (24) марта 1873, Москва) — русский композитор, дирижёр, музыкальный деятель, нотный издатель.

## Биография
Родился в 1811 (1812) году. Выходец из банкирской семьи во Франкфурте-на-Майне. Его отец — Людвиг Мориц (Лейб Мозес) Эрлангер (1780—1857) из Хеддернхайма, биржевой маклер, мать — Генриетта Бир (1780—1856), ее дед — раввин Абраам Мендель Тебен.  Старший брат Максимилиана Эрлангера — Рафаэль (1806—1878) в 1848 году основал во Франкфурте банк, в 1860 году получил потомственное дворянство, а в 1871 году — титул барона. 
Рано проявив склонность к музыке, Эрлангер стал учиться игре на скрипке и заниматься композицией. Некоторое время жил в Нидерландах и Бельгии, где 24 сентября 1835 года женился на внучке голландского художника П.-Т. ван Брюсселя Кларине Жозефине Анне ван Брюссель (Clasine Josephine Anna van Brüssel; 1808, Амстердам—1857, Москва), пианистке, композиторе.
В 1840 году приехал в Россию. Вначале работал в Санкт-Петербурге в Мариинском театре, затем переехал в Москву. С 1848 года и вплоть до своей смерти в 1873 году служил дирижёром оркестра Малого театра, для спектаклей которого подбирал и сочинял музыку. Автор более 400 музыкальных произведений — фортепианных пьес, романсов, танцевальной музыки. С середины 1850-х годов занимался издательской деятельностью, в 1870—1872 годах издавал музыкально-литературный журнал «Музыкальный вестник». В 1857 году открыл на Большой Лубянке музыкальный магазин «Лира», где реализовывал в основном продукцию собственной нотопечатни. В 1873 году права на все издания Эрлангера приобрёл П. И. Юргенсон.
Похоронен в Москве на Введенском кладбище. Могила М. М. Эрлангера отнесена к категории объектов культурного наследия регионального значения.

## Семья
- Сын — Максим (Петр) Максимович Эрлангер-младший (1835—1886), владелец магазина музыкальных инструментов в Москве на Мясницкой улице.  Его дети и внуки: 
  - Эмилия Констанция Максимовна (1861—?), в замуж. Федотова. Ее муж — Сергей Филиппович Федотов (1855—?), архитектор, брат актера А.Ф.Федотова. Их дочь, Вера Сергеевна, урожд. Федотова (1883—1944), была замужем за Арсением Морозовым, а затем за певцом, оперным тенором Францем Навалем.[6]
  - Мария Максимовна (1863—1934, Ленинград) вышла замуж за юриста Владимира Александровича Голяшкина (1863—1929), внука химика Карла Шлиппе. В браке родилось две дочери: Татьяна (1891—1973); вышла замуж за Бориса Михайловича Малинина) и Ольга (1892—1945; вышла замуж за Ксенофонта Ивановича Руберовского[7]) — и тот, и другой — инженеры-кораблестроители, работавшие вместе.
  - София Максимовна, в 1881 вышла замуж за архитектора А.Э. Эрихсона, в 1898 у них родилась дочь Мария. Восприемницей была сестра Мария.
  - Маргарита Максимовна (1868—?), в замуж. Шкляревская. Муж — Шкляревский Михаил Николаевич, статский советник
  - Владимир Максимович Эрлангер (1864—1935), врач. Жена — Елена (1873—1936), дочь Б.А.Гивартовского. Супруги похоронены на Введенском кладбище. Их дочь Татьяна (1897–1976) в 1927 году вышла замуж за Николая Владимировича Лежнева, сына Владимира Михайловича Лежнева, известного конезаводчика и владельца Еланского конезавода[8].
  - Максим Максимович Эрлангер (1868—1912). Его дочь — Варвара Максимовна Эрлангер (1901—1944, Москва).
  - Антон Максимович Эрлангер (1870—1914)
  - Александра (Амалия), в замуж. Сиверс (1872 —1944). Муж — Николай Яковлевич Сиверс (1853—1935), сын Я.К. Сиверса. Эмигрировали, жили во Франции.

- Сын — Антон Максимович Эрлангер (1839—1910)[4], предприниматель (с 1868 года — купец 1-й гильдии), инженер, при жизни прозванный «мукомольным королём» России, издатель журнала «Мукомол», действительный статский советник, учредитель (1882)  Московской школы мукомолов, благотворитель. В 1881 на территории Сокольнического поля построил первую в России паровую вальцовую мельницу.  В бывшем имении Антона Эрлангера в Ялте в 1934 году был организован Дом творчества писателей имени А. П. Чехова.[9]. Его дети и внуки:
  - Александр Антонович Эрлангер (1875—1914, покончил с собой[10]), член правления мукомольного товарищества «Антон Эрлангер и К°», ученый-агроном; был женат на актрисе Марии Владимировне, урождённой Хирьяковой (1878—1964). Их дочь — Ольга Шаганова-Образцова (1904—1989), актриса, вторая жена Сергея Образцова; сын — Антон Александрович Эрлангер (1907—1995), палеонтолог, коллекционер[11]. В 30-е годы был арестован[12]. Участник Великой Отечественной войны[13].
  - Антон Антонович Эрлангер (1877—1938). В 1912–1917 гг. — председатель правления «Товарищества Антон Эрлангер и К°». Арестован, обвинен в шпионаже, расстрелян[14]. Реабилитирован в 1991 году.  Его сын от первого брака — Антон Рефрежье (Anton Refregier; 1905—1979)  вместе со своей матерью еще ребенком уехал из России — в Париж, а позже — в США. Художником-монументалист, живописец, график[15]. Сын от второго брака — Алексей Антонович Эрлангер (1914—2002).
  - Елизавета Антоновна Эрлангер, в замуж. Перова (1882—1927, Москва).  Ее дочь — Александра Николаевна Перова (1907—1979), преподавала немецкий язык в МВТУ им. Баумана[16]. Мать и дочь похоронены на Введенском кладбище.
  - Петр Антонович Эрлангер (1883—1938), репрессирован, умер в тюрьме[17].
  - Ольга Антоновна Эрлангер, в замуж. Бюлунд (1886—1932, Швеция).
  - Максим Антонович Эрлангер (1887—1961), эмигрировал; известен как театральный фотограф под именем Макс Эрланже де Розен[18][19].
  - Федор Антонович Эрлангер (1890—1971), эмигрировал; музыкант и меценат, основатель и первый директор парижской Высшей школы хореографического искусства (École supérieure d'études chorégraphiques — ESEC)[18].

- Сын — Петр Алоис Эрлангер (ок.1841—после 1917).
  - Зинаида Петровна (1863-—до 1917) была замужем за Сергеем Семеновичем Инштетовым, сыном камер-фурьера Большого Кремлёвского дворца С.В.Инштетовым.
- Сын — Густав Максимович Эрлангер (1842—1908), композитор[20].
- Сын — Альфред Максимович Эрлангер (1844—1908). 
  - Его дочь — Мария Альфредовна Эрлангер (1875—после 1934). Увлекалась оккультизмом, была женой Г.О.Мёбеса, в 1926 году приговорена к высылке в Визингу (Коми АССР)[21], в 1929 году освобождена из ссылки, поселилась в Великом Устюге[22].